# La Torrecilla (Chelva)
La Torrecilla situada en el municipio de Chelva, Provincia de Valencia, España es una torre de origen islámico construida sobre un asentamiento ibérico, denominado “Chércol” por los romanos. 
Fue reutilizada y fortificada posteriormente, siendo escenario de las numerosas batallas de las guerras Carlistas que se libraron en la zona. Relacionada especialmente en cuanto a control del territorio, con los castillos de las localidades vecinas de Domeño y Alpuente, a través del mirador del Pico del Remedio y la Torre Castro de Calles, todos ellos elementos claves de la dominación cristiana.
La torre es de planta rectangular con unas medidas de 9,6 m de largo y 7,8 m de ancho. A su alrededor podemos observar restos de los muros que eran de cantos unidos con argamasa. En el interior de la torre podemos apreciar un arco de medio punto parcialmente colmatado, y la cubierta es una bóveda apuntada.
Hoy en día totalmente restaurada, se está llevando a cabo un proyecto de adecuación del entorno, con la excavación arqueológica del asentamiento musulmán, y la regeneración de la ladera.